# Abborrtjärnen (Stensele socken, Lappland, 721742-157398)
Abborrtjärnen är en sjö i Storumans kommun i Lappland och ingår i Umeälvens huvudavrinningsområde.